# Джексон (округ, Мічиган)
Шаблон:StateAbbr_ 42°15′ пн. ш. 84°25′ зх. д. / 42.25° пн. ш. 84.42° зх. д.
Округ Джексон (англ. Jackson County) — округ (графство) у штаті Мічиган, США. Ідентифікатор округу 26075.

## Історія
Округ утворений 1832 року.

## Демографія
За даними перепису
2000 року
загальне населення округу становило 158422 осіб, зокрема міського населення було 92953, а сільського — 65469.
Серед мешканців округу чоловіків було 80848, а жінок — 77574. В окрузі було 58168 домогосподарств, 40840 родин, які мешкали в 62906 будинках.
Середній розмір родини становив 3,03.
Віковий розподіл населення поданий у таблиці:
| Стать    | До 15 років | 15-21 | 22-29 | 30-39 | 40-49 | 50-65 | 65-85 | Понад 85 |
| -------- | ----------- | ----- | ----- | ----- | ----- | ----- | ----- | -------- |
| Чоловіки | 17438       | 7272  | 8272  | 13321 | 13772 | 12274 | 7789  | 710      |
| Жінки    | 16504       | 6980  | 7123  | 11240 | 11928 | 11918 | 10112 | 1769     |

## Суміжні округи
- Інгем — північ
- Лівінгстон — північний схід
- Воштено — схід
- Ленаві — південний схід
- Гіллсдейл — південний захід
- Калгун — захід
- Ітон — північний захід

## Виноски
1. ↑  U.S. Decennial Census. United States Census Bureau. Архів оригіналу за 26 квітня 2015. Процитовано 25 вересня 2014.
2. ↑  Historical Census Browser. University of Virginia Library. Архів оригіналу за 11 серпня 2012. Процитовано 25 вересня 2014.
3. ↑  Population of Counties by Decennial Census: 1900 to 1990. United States Census Bureau. Архів оригіналу за 15 лютого 2015. Процитовано 25 вересня 2014.
4. ↑  Census 2000 PHC-T-4. Ranking Tables for Counties: 1990 and 2000 (PDF). United States Census Bureau. Архів оригіналу (PDF) за 18 грудня 2014. Процитовано 25 вересня 2014.
5. ↑  State & County QuickFacts. United States Census Bureau. Архів оригіналу за 6 червня 2011. Процитовано 28 серпня 2013.(англ.) Наведено за англійською вікіпедією.
6. ↑  American FactFinder. Бюро перепису населення США. Архів оригіналу за 21 травня 2008. Процитовано 31 січня 2008.

| США | Це незавершена стаття з географії США. Ви можете допомогти проєкту, виправивши або дописавши її. |